# Chiliile, Buzău
Chiliile este satul de reședință al comunei cu același nume din județul Buzău, Muntenia, România. Se află în zona montană din nord-vestul județului.